# Schlacht bei Kunersdorf
Pirna – Lobositz – Prag – Gabel – Kolin – Groß-Jägersdorf – Moys – Roßbach – Breslau – Leuthen – Domstadtl – Olmütz – Neisse – Zorndorf – Hochkirch – Kay – Kunersdorf – Hoyerswerda – Maxen – Koßdorf – Landeshut – Liegnitz – Oschatz – Berlin – Wittenberg – Torgau – Döbeln – Burkersdorf – Reichenbach – Freiberg

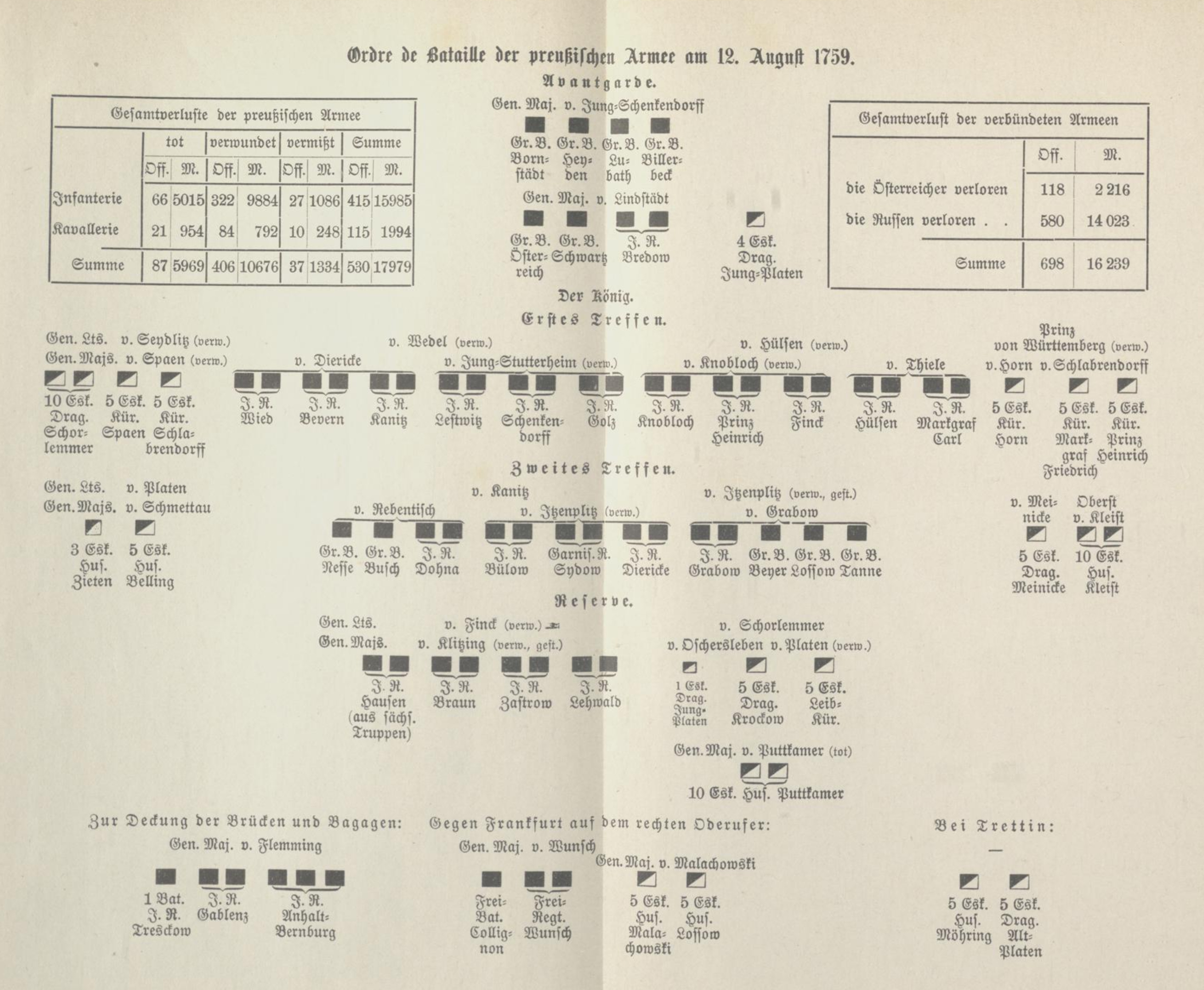
Schlachtordnung der preußischen Armee

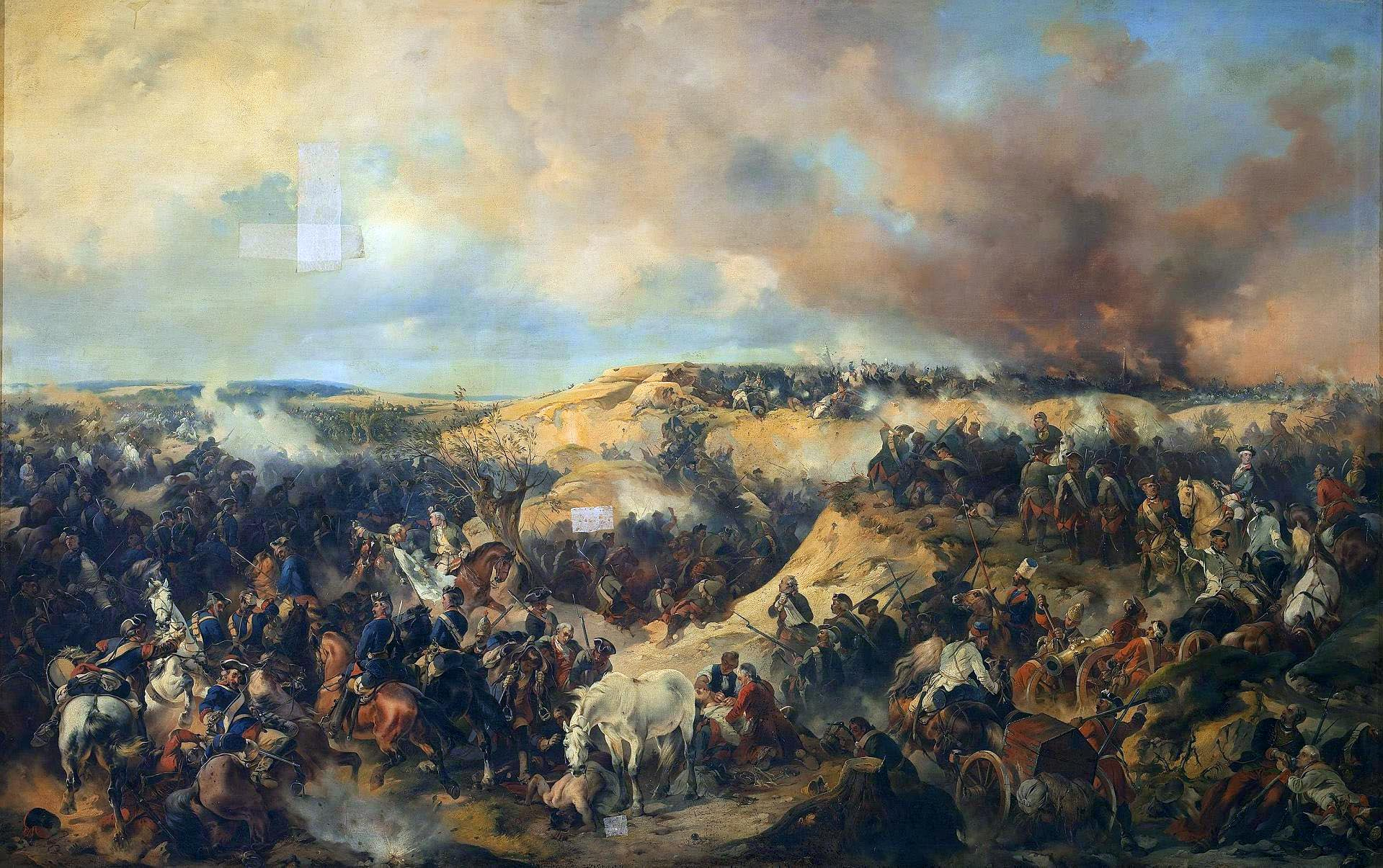
Darstellung der Schlacht, Gemälde von Alexander von Kotzebue (1848)

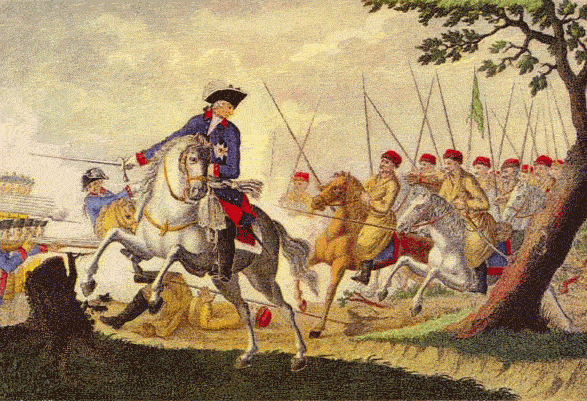
Friedrich, verfolgt von Kosaken, wird von Rittmeister Joachim Bernhard von Prittwitz gerettet; zeitgenössische Darstellung von Bernhard Rode

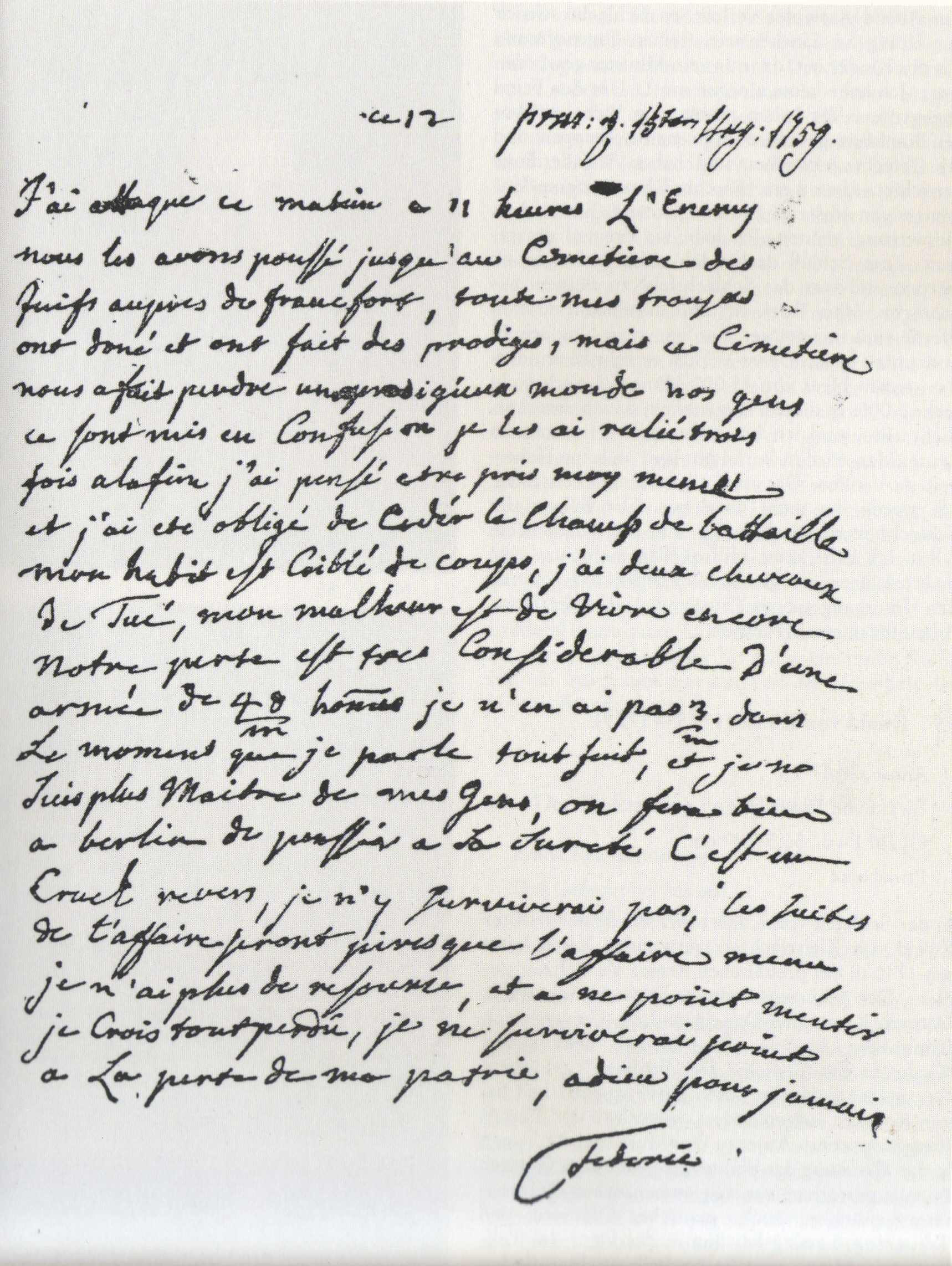
Brief Friedrichs an Karl Wilhelm von Finckenstein vom 12. August 1759 mit den Schlussworten: „Ich werde den Untergang meines Vaterlandes nicht überleben. Adieu für immer!“

Die Schlacht bei Kunersdorf im Siebenjährigen Krieg fand am 12. August 1759 zwischen einer russisch-kaiserlichen und der Preußischen Armee statt. Sie endete mit einer Niederlage der Preußen unter Friedrich dem Großen.

## Vorgeschichte
Nach der Niederlage eines preußischen Korps unter Carl Heinrich von Wedel in der Schlacht bei Kay am 23. Juli bezogen die siegreichen Russen Lager bei Paltzig. Wedel überquerte mit dem Rest seines Korps am 24. Juli bei Tschicherzig die Oder, um die drohende Vereinigung der Russen mit den Österreichern zu verhindern. Am 29. Juli übernahm König Friedrich II. das Kommando über das Korps des Prinzen von Württemberg bei Sagan und verfügte damit über 21 Bataillone und 35 Schwadronen. Die Österreicher unter Feldmarschalleutnant Gideon Ernst Freiherr von Laudon eilten nordwärts zur Oder, während sich Friedrich Anfang August 1759 gegen Sommerfeld wandte, um den heranmarschierenden Feind nach Westen abzudrängen. Am 5. August 1759 konnte sich das 24.000 Mann starke österreichische Korps mit den 55.000 Mann des russischen Hauptheeres unter Feldmarschall Pjotr Semjonowitsch Saltykow östlich von Frankfurt (Oder) vereinigen, um die preußische Kernprovinz Brandenburg mit der Hauptstadt Berlin zu bedrohen. Zusammen verfügten sie über 84 Bataillone, 60 Grenadier-Kompanien und 98 Schwadronen mit 79.000 Mann und 212 Geschütze. Friedrich II. vereinigte sich am 9. August mit Wedels Truppen, um eine Entscheidungsschlacht gegen die rechts der Oder bei Kunersdorf in einer befestigten Hügelstellung lagernden Verbündeten zu wagen. Die Preußen verfügten über insgesamt 63 Bataillone und 110 Schwadronen, zusammen etwa 49.900 Mann und 160 Geschütze.

## Schlachtverlauf
Am 11. August waren die Preußen bei Göritz über die Oder gegangen, die Reiterei überschritt die Furt bei Ötscher. Während das Korps Finck auf die Trettiner Höhen vorrückte, begann am 12. August zwischen 2:00 und 3:00 Uhr die preußische Hauptmacht ihren Marsch im weiten Halbkreis um die Stellung Saltykows herum durch die Wälder östlich von Kunersdorf. Bei Tagesanbruch kam sie gegenüber der nach Südosten gerichteten russischen Front zum Vorschein. Erst jetzt erkannte Friedrich, dass er sich nicht im Rücken der Russen, sondern  gegenüber ihrer befestigten Abwehrstellung befand. Er musste mit Zeitverlust seine Truppen umgruppieren. Die Ebene um Kunersdorf war durchzogen von Wasserläufen und nach Nordwesten von einem um 20 Meter überhöhten Terrain beherrscht, der Stellung der Verbündeten. Sie zog sich von der Oderniederung im Südwesten, wo Laudon stand, bis zum Mühlberg im Nordosten hin. Der Elsbusch im Nordwesten war gangbar, die Seenplatte im Südosten war größtenteils überschreitbar, die Übergänge südlich von Kunersdorf aber nicht einsehbar. Zwischen Kunersdorf und dem Elsbusch durchzog die Stellung der Verbündeten verborgen der Kuhgrund, eine Senke mit ansteigenden Hängen zwischen 8 und 12 Metern Höhe. Am Südhang noch sehr flach, nach Nordwesten aber steigend bildete er eine gute Deckung für den Fall einer Verkürzung der Stellung.
Um 11:30 Uhr begann Friedrich die Schlacht mit einer einstündigen Kanonade gegen den linken Flügel der Russen. Nach dem ersten Angriffserfolg, der den Mühlberg in preußische Hand gebracht hatte, sollen mehrere Truppenführer Friedrich geraten haben, es hierbei bewenden zu lassen, weil der Erfolg einen Abzug der Verbündeten wahrscheinlich mache. Der König war entschlossen, trotz der zahlenmäßigen Unterlegenheit die Entscheidung zu suchen und den Gegner zu schlagen.
Friedrichs angesetztes Umgehungsmanöver zur Anwendung der schiefen Schlachtordnung schlug jedoch fehl, und der zweite Angriff der Preußen blieb im Kuhgrund, den Friedrich übersehen hatte, vor den gegnerischen Linien stecken. Hier erlitten die Preußen schwere Verluste. Eine entscheidende Gegenattacke der russischen und österreichischen Kavallerie auf die abgekämpften preußischen Regimenter führte in den Abendstunden zu deren regelloser Flucht vom Schlachtfeld. Nachdem Laudon die preußische Reiterei unter General Ludwig Wilhelm von Schorlemer ins Hühnerfließ zurückgedrängt hatte, war die preußische Niederlage eine vollständige. Mit nur noch 3.000 Mann zog sich Friedrich aus der Schlacht zurück.
Die Verluste seiner Armee beliefen sich auf über 19.000 Mann, darunter 6.179 Tote. 28 Fahnen, eine große Anzahl Geschütze und 110 Munitionswagen waren verloren gegangen. Mithin hatte Friedrich über 40 % seiner Soldaten verloren. Die Russen verloren 566 Offiziere und 13.615 Mann, die Österreicher 116 Offiziere und 2.215 Soldaten.

## Folgen
Am 14. August fiel Torgau in Feindeshände, die Schweden bedrohten Berlin. Der König verfiel angesichts seiner Niederlage in Depression und dachte an Selbstmord („Es ist alles verloren. Retten Sie die königliche Familie. Adieu für immer.“). Er hatte bereits das Kommando der Armee an den General Finck übergeben und seinen Bruder Heinrich zum Generalissimus bestimmt. Als in den folgenden Tagen die Untätigkeit seiner Feinde offenbar wurde und sich bereits 19.000 versprengte Soldaten in seinem Hauptquartier in Reitwein eingefunden hatten, erholte er sich und nahm diese bis dahin folgenlos gebliebenen Anordnungen zurück.
Friedrichs Gegner hatten ihren Sieg nicht zu einem Vorstoß auf Berlin ausgenutzt, sondern ergebnislos über ihr weiteres Vorgehen verhandelt. Nach Friedrichs Ansicht wäre der Krieg mit dem Verlust der preußischen Hauptstadt verloren gewesen. Die Rettung vor der drohenden Niederlage meldete er erleichtert seinem Bruder Heinrich in einem Brief vom 1. September 1759. Die „Mirakel des Hauses Österreich“, die zahlreichen wunderbaren Errettungen des Hauses Habsburg durch allerlei Heilige, persiflierend, verkündigte Friedrich seinerseits ein „Mirakel“:

„Ich verkündige Ihnen das Mirakel des Hauses Brandenburg. In der Zeit, da der Feind die Oder überschritten hatte und eine zweite Schlacht hätte wagen und den Krieg beendigen können, ist er von Müllrose nach Lieberose marschiert.“

 Friedrich hatte seine Armee inzwischen wieder auf 33.000 Mann gebracht und eine Riegelstellung bei Fürstenwalde eingenommen. Russen und Österreicher, die am 16. August über die Oder gegangen waren, zogen am 31. August in Richtung Schlesien und nach Sachsen ab. Somit zog die größte Niederlage der preußischen Armee im Siebenjährigen Krieg keine Kriegsentscheidung nach sich.

## Sonstiges
König Friedrich II. wurden im Verlauf der Schlacht zwei Pferde unter dem Leib erschossen. Eine feindliche Kugel prallte an seiner dadurch legendär gewordenen Tabakdose ab (sie ist ausgestellt in der Waffen- und Schatzkammer der Burg Hohenzollern). Nur die Kühnheit des Rittmeisters Joachim Bernhard von Prittwitz rettete ihn vor der Gefangennahme. Unter den Gefallenen waren der Dichter Ewald Christian von Kleist  sowie die preußischen Generäle:
- Generalmajor Georg Ludwig von Puttkamer, Husaren-Regiment Nr. 4
- Generalleutnant August Friedrich von Itzenplitz, Infanterieregiment No. 13
- Generalmajor Georg Ernst von Klitzing, Kommandeur Infanterieregiment No. 31